# Avro 528
El Avro 528 fue un fracasado biplano monomotor de gran envergadura, construido por contrato del Almirantazgo británico en 1916. Llevaba dos tripulantes; sólo se construyó un ejemplar.

## Diseño y desarrollo
Se conoce poco acerca del Avro 528, aparte de una fotografía y un diagrama de disposición general. Era un biplano biplaza monomotor encargado por el Almirantazgo en 1915, y, según varias fuentes, fue conocido como "Siver King" y su papel fue el de bombardero de largo alcance. Tenía algunas similitudes con el Avro 519 (un monoplaza destinado al Real Cuerpo Aéreo (RFC)) y con el biplaza 519A, construido para el Real Servicio Aéreo Naval (RNAS), aunque ninguno estaba armado y ambos llevaban motores Sunbeam Nubian de 150 hp en lugar del Sunbeam de 225 hp del 528. Tanto los 519 como el 528 poseían ciertas características compartidas con el Avro 504 naval.
Era un gran biplano de tres vanos con alas sin decalaje de cuerda constante y envergaduras desiguales, teniendo el plano inferior 3,05 m menos que el superior. Los alerones se llevaban en el ala superior; ambas alas se plegaban para facilitar el almacenaje. El fuselaje poseía similitudes con los 504 del RNAS, aunque la longitud general del 528 era mayor por alrededor de 1,2 m: ambos poseían una generosa aleta fija, en contraste con el timón totalmente móvil y con forma de coma de los 504 del RFC. El estabilizador vertical era casi del tamaño del mismo del 504, pero la cola horizontal más bien rectangular era cerca de un 60 % mayor en envergadura. Como los 519, la parte superior del fuselaje llevaba una cubierta elevada que proporcionaba cabinas más profundas para el piloto, instalado bajo el borde de fuga del ala, y para el observador/artillero, en una cabina separada trasera casi pegada, equipada con un montaje de aro. El tren de aterrizaje fijo monoeje no llevaba patín central.
El motor Sunbeam movía una hélice de cuatro palas y poseía un único tubo de escape, central y casi vertical. Había dos radiadores, montados de canto (o longitudinalmente) entre las alas y a los lados del fuselaje, en lugar del único montado de forma similar de los Avro 519 y Avro 527. Se muestran dos elementos con forma de depósito, tanto en la imagen como en el diagrama, en las alas inferiores, justo interiormente a los soportes interplanares más interiores; pueden ser depósitos de combustible o contenedores para bombas.

## Historia operacional
El primer vuelo fue el 19 de diciembre de 1916 en la fábrica de Avro en Hamble. El avión fue problemático, probándose una variedad de hélices, pero el Almirantazgo perdió interés y el 528 voló por última vez en abril de 1917.

## Especificaciones
Referencia datos: Avro Aircraft since 1908

### Características generales
- Tripulación: Dos (piloto y artillero)
- Longitud: 10,3 m (33,7 ft)
- Envergadura: 19,8 m (65 ft)
- Peso cargado: 2504 kg (5518,8 lb)
- Planta motriz: 1× motor lineal V8 refrigerado por agua Sunbeam.
  - Potencia: 187 kW (258 HP; 254 CV)
- Hélices: De cuatro palas de paso fijo

### Armamento
- Ametralladoras: 

  - 1x Lewis de 7,7 mm en montaje trasero
- Bombas: Provisión para bombas en góndolas bajo el ala inferior[5]

## Aeronaves relacionadas

### Secuencias de designación
- Secuencia Numérica (interna de Avro): ← 521 - 523 - 527 - 528 - 529 - 530 - 531 →